# Thelymitra luteocilium
Thelymitra luteocilium är en orkidéart som beskrevs av Robert Desmond David Fitzgerald. Thelymitra luteocilium ingår i släktet Thelymitra och familjen orkidéer. Inga underarter finns listade i Catalogue of Life.